# Saint-Amand (auteur)
Pour les articles homonymes, voir Saint-Amand.
Jean-Armand Lacoste, dit « Saint-Amand », né à Paris le 17 novembre 1797 et mort à Paris 10e le 14 janvier 1885, est un dramaturge français.
Saint-Amand a été, en collaboration avec Benjamin Antier et Polyanthe, l’auteur du fameux drame l’Auberge des Adrets.

## Œuvres
- La Folle de Toulon, drame en 3 actes, mêlés de chants ;
- Marie Rose ou la Nuit de Noël, drame en trois actes, avec Adrien Payn, 1832 ;
- Moellen ou l'Enfant du bonheur, tableau populaire en 1 acte, mêlé de couplets ;
- L'Oraison de Saint Julien, comédie vaudeville en trois actes	 ;
- Péblo ou le Jardinier de Valence, mélodrame en 3 actes.
- Les Jarretières de ma femme, comédie-vaudeville en 1 acte, avec Eugène Devaux, 1843

## Sources
- Georges d’Heylli, Gazette anecdotique, littéraire, artistique et bibliographique, t. 1, Paris, Librairie des bibliophiles, 1885, p. 56.